# Weißenbach bei Liezen
Weißenbach bei Liezen  är en ort i kommunen Liezen i distriktet Liezen i förbundslandet Steiermark i Österrike.  Weißenbach bei Liezenvar tidigare en självständig kommun, men blev den 1 januari 2015 en del av kommunen Liezen.